# Morusa de pallares
La morusa de pallares es un plato típico de la gastronomía peruana, particularmente del departamento de Ica.
Este puré rústico se elabora a base de pallares de Ica, frescos o secos, que se cuecen hasta deshacerse; posteriormente se mezclan con un aderezo peruano y se continúan cociendo. Se sirve acompañado con carne como asado o churrasco, y salsa criolla y aceitunas de botija.